# Polizeiruf 110: Der Tausch
Der Tausch ist ein deutscher Kriminalfilm von Andreas Dresen aus dem Jahr 1997. Der Fernsehfilm erschien als 186. Folge der Filmreihe Polizeiruf 110.

## Handlung
Auf der Polizeiwache erscheint die junge Katja Kraatz mit einem Kleinkind im Arm. Sie steht unter Schock, gibt das Kind ab und meint, sie wolle ihr eigenes zurückhaben. Es stellt sich heraus, dass Katja einkaufen war. Währenddessen wurde aus ihrem Kinderwagen vor dem Supermarkt ihr Sohn Marius gegen ein anderes Kind ausgetauscht. Kriminalhauptkommissar Beck beginnt mit der Befragung, doch können sich Zeugen nur an einen weißen Lieferwagen erinnern, der in der Nähe des Kinderwagens gestanden hat. Auch die Überwachungsbänder des Supermarkts geben keine Hinweise auf die Tat. Beck ermittelt mit den Kriminalkommissaren Lindemann und Gutschmidt. Sie schließen nicht aus, dass das Kind entführt wurde, ist Katjas Freund und Vater des Kindes, Ralf Dassendorf, doch Mitinhaber der gutgehenden Werbefirma Megalux. Tatsächlich erhält das Paar kurze Zeit später einen Erpresserbrief, in dem 200.000 Mark für Marius’ Rückgabe gefordert werden. Die labile Katja wendet sich über das Fernsehen an die Entführer und bittet um die Rückgabe ihres Kindes.
Bei Beck erscheint die junge Evelin Friedau, die sich als Mutter des in Katjas Wagen aufgefundenen Kindes vorstellt. Sie gibt an, erst am Vormittag entdeckt zu haben, dass ihr Kind fehlt. Sie sei vorher betrunken gewesen und davon ausgegangen, dass ihr Sohn Ben schläft. Als er nicht im Wagen war, glaubte sie, dass das Jugendamt ihn abgeholt habe, wie es bereits mit ihren zwei anderen Kindern gehandhabt worden sei. Erst auf Pressebildern habe sie Ben wiedererkannt. Beck hegt Zweifel an Evelins Aussage, lässt sie dennoch gehen, dabei aber beschatten. Die junge Frau ist Ralf und Katja völlig unbekannt. Kurze Zeit später entdecken die Ermittler Evelin auf den Überwachungskamerabildern des Supermarkts. Sie war also zur selben Zeit wie Katja einkaufen.
Eine erste Geldübergabe an die Erpresser, die Ralf als Geldboten benannt haben, schlägt fehl, weil die Erpresser laut Ralfs Aussage auf die Polizei aufmerksam geworden sind. Evelin gerät immer mehr ins Visier der Ermittler, da sie Schulden in Höhe von 20.000 Mark hat und auch mit dem Erpresser und Kleinganoven Hagen Zimmler bekannt ist. Beck veranlasst eine Hausdurchsuchung und tatsächlich finden sich in Evelins Kinderwagen Spuren von Marius. Evelin bricht zusammen und gibt zu, dass der Junge am Morgen, nachdem sie ihren Rausch ausgeschlafen hatte, tot im Kinderwagen lag. Sie führt die Ermittler zum Friedhof, wo sie die Leiche begraben hat. Zwar gesteht Evelin wenig später im Verhör, Marius nachts aufgrund seines ausdauernden Schreiens geschlagen zu haben, bis er still war, und dass Zimmler erst mit dem Tod des Jungen auch die Erpressung beendet habe, doch hegt Beck Zweifel an der Aussage der erschöpften Frau. Er findet heraus, dass Evelin früher bei Megalux gearbeitet hat, jedoch wegen ihrer Alkoholabhängigkeit entlassen wurde. Sie hatte sich am Tag von Marius’ Verschwinden erneut bei Megalux beworben. Ein Mann, der gegenüber von Katjas und Ralfs Wohnung lebt und die Wohnung ständig im Blick zu haben scheint, sagt Beck gegenüber aus, dass das Paar nicht so harmonisch miteinander lebt, wie sie vor den Ermittlern vorgeben. Ralf sei nie zu Hause gewesen und Katja häufig teilnahmslos und apathisch. Eine Zeit lang habe ein weißes Laken vor dem ansonsten offenen Fenster gehangen.
Beck sucht die Firma Megalux auf und findet dort ein selten genutztes Transportfahrzeug, das auf die Beschreibung der Zeugen passt. Im Wagen finden sich Spuren von Marius. Der Gerichtsmediziner wiederum legt den Todeszeitpunkt auf rund 100 Stunden vor Auffinden der Leiche fest. Das Kind war zum Zeitpunkt des Todes an Angina erkrankt und hatte hohes Fieber; es wurde mit einem Kissen erstickt. Bei der Identifizierung des Leichnams konfrontiert Beck die Eltern mit seinem Verdacht: Katja hat Marius ermordet und Ralf die Leiche entsorgt, wobei er Alkoholikerin Evelin als Opfer auswählte, die sich an dem Tag in der Firma beworben hatte. Katja gesteht die Tat, so habe der kranke Marius geschrien, bis sie es nicht mehr ausgehalten habe; Ralf sei wie immer nicht daheim gewesen, um sie zu unterstützen. Er tauschte die Kinder aus. Katja sollte Ben wie ihr eigenes Kind aufziehen, habe er es bei ihr doch sowieso besser als bei Evelin. Katja konnte mit der Situation schon nach kurzer Zeit nicht mehr umgehen und brachte das Kind zur Polizei. Um eine falsche Spur zu legen, erfand Ralf die Entführung mit Lösegeldforderung. Katja wird festgenommen und auch Ralf muss wegen Bens Entführung mit einer Anklage rechnen. Zurück bleibt Evelin, deren Sohn Ben inzwischen dem Jugendamt übergeben wurde.

## Produktion
Der Tausch basiert auf dem 1995 erschienenen Kriminalroman Der Tausch von Hans Ullrich Krause, der auch das Drehbuch verfasste. Inspiration fand der Psychologe dabei in „aktuellen Fällen und seiner Arbeit als Leiter eines Berliner Kinderheims“. Der Film wurde im Spätsommer 1996 in Erfurt und Umgebung gedreht. Die Kostüme des Films schuf Sabine Greuning, die Filmbauten stammen von Claudia Jaffke. Der Film erlebte am 9. März 1997 auf dem Ersten seine Fernsehpremiere. Die Zuschauerbeteiligung lag bei 18,7 Prozent.
Günter Naumann hatte als Kriminalhauptkommissar Beck zuletzt 1995 (Bruder Lustig) ermittelt und musste anschließend wegen einer schweren Erkrankung pausieren. Hier ermittelte er als Beck in seinem 11. und letzten Fall. Der Tausch war dabei nicht als Abschiedsfolge Becks konzipiert worden, da erst Ende 1996 durch den MDR entschieden wurde, keine weiteren Folgen mit Beck als Ermittler zu produzieren, sondern die Reihe ausschließlich mit dem Duo Jaecki Schwarz und Wolfgang Winkler („Schmücke und Schneider“) als einzige MDR-Ermittler weiterzuführen. Günter Naumann erfuhr diese Entscheidung aus der Presse. Naumanns Beck war zu dem Zeitpunkt der letzte Kommissar, der bereits in DDR-Polizeirufen ermittelt hatte.

## Kritik
„Gutes Ensemble in hakeliger Story“, befand die TV Spielfilm knapp, während die Süddeutsche Zeitung die „in ihren Motiven kaum nachvollziehbare Handlung dieses Krimis“ kritisierte, jedoch die Leistung der Hauptdarstellerinnen Rois und Krumbiegel lobte, die lange im Gedächtnis bleiben. „Die Figuren sind spannend und klar, der Krimi aber nicht“, fasste die Zeitung zusammen. Auch Rainer Tittelbach schrieb in der Sächsischen Zeitung, dass Regisseur Dresen bei der Besetzung der Hauptdarstellerinnen „eine glückliche Hand hatte […]: Ulrike Krumbiegel als Bild gewordene Verzweiflung und Sophie Rois als Asoziale, sprunghaft, schroff.“
Der Tagesspiegel bezeichnete den Polizeiruf als „sensibel erzählten Fall zum Thema Kindstötung“. Beck ermittle „behutsam und leise […], bis sich die ganze tragische Dimension des Falles erkennen lässt.“ Auch die Leipziger Volkszeitung lobte den Polizeiruf, der „eindrucksvoll [zeige], wie die dahindümpelnde ‚Polizeiruf‘-Reihe eine Zukunft haben, sich zur echten Alternative zu den meist lächerlichen Räuberpistolen mit Stasi-Seilschaften oder der Russenmafia entwickeln könnte.“ Dresen walze „Gefühle nicht lang und breit aus, läßt nicht ununterbrochen Muttertränen fließen, sondern erzielt gerade mit einer knappen, mitunter kargen Erzählweise eine emotionale Kraft, die einen schier ins Mark trifft.“